# Cap de França
El Cap de França és un barri marítim de la ciutat de València, situat al nord del Cabanyal i al sud de la Malva-rosa. Antigament, juntament amb el Cabanyal i el Canyamelar, va formar el municipi independent de Poble Nou del Mar entre 1837 i 1897. Tradicionalment ha estat un barri de pescadors, especialment de la pesca del bou.

## Origen del topònim
L’origen del nom Cap de França és incert i ha estat objecte de diverses teories. Algunes hipòtesis suggereixen que podria referir-se a un antic accident geogràfic, com una xicoteta punta de terra que penetrava en la mar. Altres teories el relacionen amb una colònia de pescadors catalans i valencians establerta a la costa de Provença, a França, durant el segle xviii.

## Història
El Cap de França ja apareix en documents oficials a finals del segle xviii. Un dels primers plànols en què es cita data de 1796, arran d'un incendi que va afectar un gran nombre de barraques al Cabanyal. En aquest plànol es descriu el caseriu del Cap de França, que comptava amb 84 habitatges i una ermita dedicada a Nostra Senyora dels Àngels.
Els primers habitants del barri eren pescadors que volien mantindre's allunyats de la incipient indústria turística que començava a sorgir als barris veïns, com el Cabanyal i el Canyamelar, on es llogaven barraques a famílies valencianes durant la temporada de banys, especialment després de l'obertura de la línia de ferrocarril de València al Grau el 1852.
A mitjan segle xix, els pescadors del Cap de França es diferenciaven socialment dels del Cabanyal, on predominaven els armadors de barques de pesca del bou, més benestants. Aquesta diferenciació va portar a la creació d’entitats pròpies, com la societat El Pòsit Progrés Pescador el 1902, influïda pel republicanisme blasquista, en contrast amb la conservadora "Marina Auxiliante" del Cabanyal.

### Cultura i patrimoni
Tot i la desaparició de molts elements històrics, el Cap de França conserva vestigis del seu passat mariner. Un dels seus edificis més emblemàtics és la Cooperativa El Progrés, coneguda popularment com El Casinet, que encara avui acull la Societat Musical Unió de Pescadors.
A nivell literari, el barri ha estat mencionat per autors com Vicent Blasco Ibáñez, especialment a la seva obra Flor de Maig.

### Situació actual
Actualment, el Cap de França no està reconegut oficialment com a barri independent i forma part del barri del Cabanyal-Canyamelar. No obstant això, hi ha hagut diverses iniciatives veïnals per recuperar el seu nom i identitat. L'any 2020, l'Ajuntament de València va proposar un sondeig entre els residents per decidir si s’afegia el nom Cap de França a la denominació oficial del barri.

## Urbanisme i límits
Els límits actuals del barri són:
- Sud: Carrer Pintor Ferrandis
- Nord: Avinguda dels Tarongers
- Est: La mar Mediterrània
- Oest: Carrer de Lluís Peixó

A l'igual que els altres barris del districte de Poblats Marítims, la trama urbana del Cap de França presenta una disposició ortogonal, facilitant la identificació dels seus límits.